# Abfindung (deutsches Arbeitsrecht)
Als Abfindung wird im deutschen Arbeitsrecht eine einmalige Geldzahlung des Arbeitgebers an den Arbeitnehmer bezeichnet, die aus Anlass der Beendigung des Arbeitsverhältnisses geleistet wird.

## Allgemeines
Davon zu unterscheiden sind Entschädigungszahlungen, wie etwa die Karenzentschädigung gemäß § 74 HGB (wegen Einhaltung eines nachvertraglichen Wettbewerbsverbots) und der Schadensersatzanspruch bei berechtigter außerordentlicher Kündigung des Arbeitnehmers gem. § 628 Abs. 2 BGB, der nach der Rechtsprechung des Bundesarbeitsgerichts sich aus einem „Verfrühungsschaden“ (wegen fristloser Beendigung des Arbeitsverhältnisses) und unter Umständen einem Abfindungsanspruch gemäß § 9 und § 10 KSchG zusammensetzt.

## Arbeitsrecht
Es besteht nach deutschem Arbeitsrecht grundsätzlich, auch bei einer Kündigung, von den folgenden Ausnahmen abgesehen, kein Anspruch auf eine Abfindung.
In Deutschland werden Abfindungen gezahlt aufgrund
1. außergerichtlichen oder gerichtlichen Vergleichs über die Wirksamkeit einer Kündigung oder aufgrund eines Aufhebungsvertrags
2. betriebsbedingter Kündigung (geregelt in § 1a KSchG)
3. Auflösungsurteils des Arbeitsgerichts wegen Unzumutbarkeit der Fortsetzung des Arbeitsverhältnisses gem. § 9 und § 10 KSchG
4. Tarifvertrags oder eines Sozialplans (regelmäßig bei Massenentlassungen)
5. gerichtlichen Urteils wegen Ansprüchen eines Arbeitnehmers auf Nachteilsausgleich nach § 113 Betriebsverfassungsgesetz.

Nur die Abfindungsansprüche nach Nr. 3 bis 5 können unter Umständen gegen den Willen des Arbeitgebers erzwungen werden.

### Abfindungsvergleich
Weil das Kündigungsschutzgesetz von seiner gesetzgeberischen Intention auf den Bestandsschutz des Arbeitsverhältnisses abzielt, sind dort Abfindungszahlungen für den Regelfall nicht vorgesehen. Das Kündigungsschutzgesetz ist ein Bestandsschutzgesetz und kein Abfindungsschutzgesetz. Das ist jedoch nur in der Theorie beziehungsweise nach dem Gesetz so. In der Praxis werden die meisten Kündigungsschutzprozesse – und entsprechende Bestandsschutzstreitigkeiten – spätestens in der zweiten Instanz verglichen.

#### Gründe für einen Abfindungsvergleich
Das hat Gründe, die beim Arbeitgeber und solche, die beim Arbeitnehmer liegen. Mit dem Kündigungsschutzprozess ist für den Arbeitgeber das Risiko verbunden, die Vergütung nach Auslaufen der Kündigungsfrist nachzahlen zu müssen, sogenannter Annahmeverzugslohn. Deshalb werden sehr häufig nach Ausspruch der Kündigung außergerichtlich oder im gerichtlichen Verfahren Abfindungsvergleiche geschlossen, in denen die Wirksamkeit der Kündigung akzeptiert wird und der Arbeitgeber im Gegenzug eine Abfindungszahlung verspricht. Die Abfindungszahlung ist dann das Ergebnis typischer Verhandlungsrationalität eines Gebens und Nehmens zwischen den Beteiligten.

#### Höhe der Abfindung
Die Höhe der Abfindung ist Verhandlungssache. Ein Arbeitnehmer ist typischerweise psychisch, wirtschaftlich oder intellektuell unterlegen. Wenn dem so ist, kann ein Rechtsanwalt helfen. Dies hat den Nachteil, dass man nach § 12a ArbGG dessen Kosten selbst tragen muss (auch dann, wenn man den Prozess gewinnt). Die Anwaltskosten sind jedoch als Werbungskosten steuerlich absetzbar. Unter Umständen gibt es die Möglichkeit, Prozesskostenhilfe zu beantragen. Die arbeitnehmerfreundliche Regelung einer Beiordnung nach § 11a ArbGG wurde abgeschafft. Man darf sich neuerdings nur noch von engsten Familienangehörigen kostenlos vertreten lassen. Zu berücksichtigen ist, dass man als juristischer Laie in aller Regel nicht in der Lage ist, einen Rechtsstreit sachgerecht zu führen. Spätestens, wenn eine Güteverhandlung vor dem Arbeitsgericht scheitert, wird regelmäßig ein Rechtsanwalt benötigt, dessen Honorar dann die irgendwann gezahlte Abfindung mindert. Mitglieder einer Gewerkschaft erhalten häufig kostenlosen gewerkschaftlichen Rechtsschutz und müssen diese Kosten daher nicht tragen.
Es gibt keine feste gesetzliche Regelung für die Höhe der Abfindung. Wenn nicht menschliche oder soziale Gesichtspunkte eine Rolle spielen, sondern nur betriebswirtschaftliche Überlegungen ausschlaggebend sind, ist das Prozessrisiko entscheidend. Mit einer Abfindung kauft sich der Arbeitgeber sozusagen von seinem Prozessrisiko frei und er beschränkt sein Annahmeverzugslohnrisiko. Das Prozessrisiko ist eine Frage des Einzelfalles. Häufig ist das Prozessrisiko objektiv nicht sicher einschätzbar. Noch häufiger ist, dass selbst ein objektiv einschätzbares Risiko subjektiv von den Parteien nicht richtig eingeschätzt werden kann. Auch die Einschätzung selbst von Fachanwälten für Arbeitsrecht gibt keine Sicherheit. Die von Arbeitsrichtern ebenfalls nicht, da auch diese sich irren können und/oder in der Regel klare Aussagen vermeiden, um die Vergleichsbereitschaft der Parteien zu erhöhen.
In der Regel haben sich regional unterschiedliche Faustformeln eingespielt, die aber nicht verbindlich sind, jedoch einen ersten Ausgangspunkt bilden. So wird zum Beispiel im Bezirk des LAG Berlin-Brandenburg im Normalfall von einem halben Bruttomonatseinkommen pro Beschäftigungsjahr ausgegangen. Dies rechnet sich allerdings bei kurzen Arbeitsverhältnissen nicht unbedingt. § 1a KSchG sieht für die Höhe der Abfindung als Anhaltspunkt ebenfalls ein halbes Bruttomonatsentgelt pro Beschäftigungsjahr vor, wobei ein Zeitraum von mehr als 6 Monaten als ganzes Jahr gewertet wird. Entscheidender sind jedoch die regionalen Gepflogenheiten der Gerichte.

#### Gestaltungsmöglichkeiten
Ein wichtiger Gesichtspunkt beim Abfindungsvergleich ist, dass durch den Vergleich keine Nachteile im Hinblick auf einen Anspruch auf Arbeitslosengeld oder Bürgergeld entstehen (siehe unten). Auch die steuerrechtliche Optimierung wird angestrebt (siehe auch Steuerrecht).
Fälligkeit
Ein Abfindungsanspruch wird für gewöhnlich mit dem Ende des Arbeitsverhältnisses fällig. „Wird der Vergleich vor dem vereinbarten Ende des Arbeitsverhältnisses geschlossen und soll die Abfindung … entsprechend §§ 9, 10 KSchG gezahlt werden, so liegen in aller Regel Umstände i.S. des § 271 Abs. 1 BGB vor, aus denen sich als Fälligkeitszeitpunkt derjenige der Beendigung des Arbeitsverhältnisses ergibt.“ Gleichwohl ist eine ausdrückliche Bestimmung zu empfehlen, wodurch unnötige Rechtsstreitigkeiten vermieden werden.
Die Parteien können den Zeitpunkt der Fälligkeit frei vereinbaren. Mitunter können steuerrechtliche Gesichtspunkte dazu bewegen, vom gewöhnlichen Fälligkeitszeitpunkt abzuweichen.
Vererbbarkeit
Stirbt der Arbeitnehmer vor dem Ende des Arbeitsverhältnisses, geht der Anspruch nach wohl herrschender Meinung unter, d. h. die Erben erhalten nicht die Abfindung. Jedenfalls hat das Bundesarbeitsgericht dies in seinem Urteil vom 10. Mai 2007 – 2 AZR 45/06 – NJW 2007, 3086 so für den Abfindungsanspruch nach § 1a KSchG entschieden. Wer also an Ehefrau, Kinder oder sonstige Personen mitdenkt, vereinbart für gewöhnlich, dass der Anspruch „sofort entstanden und/oder vererblich ist, fällig aber erst mit der Beendigung des Arbeitsverhältnisses ist“.
Verlust bei vorzeitiger anderweitiger Beendigung
Ein Abfindungsanspruch entfällt auch, wenn der vereinbarte Beendigungstermin des Arbeitsverhältnisses nicht erreicht wird, weil das Arbeitsverhältnis durch eine nachträgliche außerordentliche Kündigung noch früher beendet wird. Zum Beispiel, weil ein freigestellter Arbeitnehmer noch/schon während des laufenden Arbeitsverhältnisses vertragswidrige Konkurrenz betrieben oder erst im Nachhinein eine Unterschlagung des Arbeitnehmers bekannt geworden ist. Beratene Arbeitgeber stellen daher klar, dass die oben genannte Regelung nur für den Fall der Beendigung durch Tod des Arbeitnehmers gilt. In der Praxis ist dies allerdings unüblich.
Abfindung „brutto“
Es sollte vereinbart werden, ob die Abfindung „brutto“ oder „netto“ zu zahlen ist. Bei der Vereinbarung einer Nettozahlung trägt der Arbeitgeber die Steuerschuld. Üblich ist, dass die Abfindung „brutto“ vereinbart wird. Vereinbaren die Parteien nur einen Betrag und verhalten sie sich nicht, ob dieser „brutto“ oder „netto“ zu zahlen ist, bedarf es der Auslegung der Vereinbarung. Im Zweifel, d. h. der Arbeitnehmer hat das Gegenteil zu beweisen, ist eine Abfindung (nur) „brutto“ geschuldet.
Anrechnung von Sozialplanabfindungen
In Sozialplänen ist häufiger eine Anrechenbarkeit individuell vereinbarter Abfindungen vorgesehen. Sozialpläne dürfen einzelvertraglich nicht unterschritten werden, wenn es nicht (eine mehr theoretische) Öffnungsklausel gibt. Sozialpläne dürfen jedoch überschritten werden. Die Vertragsparteien sollten deutlich vereinbaren, wie das Verhältnis der vereinbarten vertraglichen Abfindung zur Sozialplanabfindung sein soll.
Turboprämie
Verbreitet (bei längeren ordentlichen Kündigungsfristen) ist die Vereinbarung einer Turbo-Prämie. Davon spricht man umgangssprachlich, wenn für den Fall vorzeitiger Beendigung durch den Arbeitnehmer das dem Arbeitgeber ersparte Entgelt ganz oder teilweise als zusätzliche Abfindung gezahlt wird. Legt der Arbeitgeber auf die Arbeitsleistung des Arbeitnehmers keinen erhöhten Wert, kann er sich so die Sozialabgaben für ein sonst zu zahlendes Arbeitsentgelt ersparen.

#### Gerichtskosten
- Bei einem Gesamtvergleich entfallen die Gerichtsgebühren, so es nicht schon zu einem Versäumnisurteil gekommen ist. Gerichtsauslagen bleiben, sind aber häufig so gering, dass sie niedergeschlagen werden (z. B. nur einmalige Kosten einer Zustellungsurkunde).
- In der ersten Instanz trägt jeder seine eigenen anwaltlichen Kosten selbst, § 12a ArbGG.
- Bei der Prozesskostenhilfe ist die Abfindung als Vermögen einzustellen, ausgenommen ist nur ein kleiner Freibetrag.

### Vereinbarte Abfindung
Die Arbeitsvertragsparteien können auch außerhalb eines Rechtsstreits die Beendigung des Arbeitsverhältnisses gegen Zahlung einer Abfindung vereinbaren, d. h. einen Aufhebungsvertrag mit einer Abfindungsvereinbarung abschließen.
Gleichbehandlungsgrundsatz
Die Geltung des Gleichbehandlungsgrundsatzes wird unterschiedlich gesehen. Der Satz „Vereinbarte Abfindungen müssen sich am Gleichbehandlungsgrundsatz ausrichten“
dürfte falsch bzw. ungenau sein. Maßgeblich ist die Rechtsprechung des Bundesarbeitsgerichts (BAG). Danach ist zwischen (wirklich) einzelfallbezogenen und gruppenbezogenen Abfindungsvereinbarungen zu unterscheiden. Nur letztere unterliegen dem Gleichbehandlungsgrundsatz.
Ist der Gleichbehandlungsgrundsatz anwendbar, bedarf es sachlicher Gründe für Unterschiede. Auch darf der Arbeitgeber nicht diskriminieren. Beispiele:
- die Höhe der Abfindung darf nicht vom Lebensalter bei Erreichen einer Altersteilzeit abhängig gemacht werden[10];
- das Ob einer Abfindung darf davon abhängig gemacht werden, dass der Arbeitnehmer keine Kündigungsschutzklage erhebt[11];
- die Höhe der Abfindung darf bei Teilzeitbeschäftigten auch unter Berücksichtigung des § 4 Abs. 1 Satz 2 TzBfG im Verhältnis ihrer Arbeitszeit zur Vollzeit („pro rata temporis“) bestimmt werden[12].

„brutto“
Bei der außergerichtlich vereinbarten Abfindung gilt das gleiche Problem wie beim Abfindungsvergleich vor Gericht. Wird „brutto“
vereinbart, trägt der Arbeitnehmer die Steuerlast (d. h. die Steuern gehen ab) und das Risiko einer Anrechnung. Wird insoweit nichts ausdrücklich vereinbart, ist im Zweifel eine Bruttozahlung vereinbart. Selbst die Vereinbarung von x Euro „brutto = netto“ ist nach dem BAG
nicht ohne Weiteres so zu verstehen, dass der Arbeitgeber die Steuerschuld tragen soll. Insofern empfiehlt sich, ausdrücklich zu vereinbaren, was gelten soll.
Tod des Arbeitnehmerssiehe oben zum Abfindungsvergleich

### Abfindung gegen Verzicht auf Klage
Seit 1. Januar 2004 sieht im deutschen Arbeitsrecht das Kündigungsschutzgesetz in § 1a KSchG einen Abfindungsanspruch des Arbeitnehmers vor, wenn der Arbeitgeber eine ordentliche betriebsbedingte Kündigung ausgesprochen hat. Dieser Abfindungsanspruch setzt aber voraus, dass der Arbeitgeber in der notwendig schriftlichen (§ 623 BGB) Kündigungserklärung darauf hinweist, dass es sich um eine betriebsbedingte Kündigung handelt und dass der Arbeitnehmer bei Verstreichenlassen der dreiwöchigen Klagefrist die Abfindung beanspruchen kann. Es handelt sich also faktisch nicht um einen gesetzlichen Anspruch, sondern weiterhin um eine freiwillige Leistung des Arbeitgebers.
Rechtstatsächlich wird von der Möglichkeit einer Abfindung nach § 1a KSchG kaum Gebrauch gemacht.
Nach § 23 KSchG (Geltungsbereich) gilt die Regelung der in § 1a KSchG stehenden Abfindung nicht für Betriebe mit 10 oder weniger Arbeitnehmern (bis 31. Dezember 2003 fünf oder weniger Arbeitnehmer). Kleinbetriebe sollen dadurch von unabwägbaren finanziellen Auswirkungen einer Kündigung eines langjährig beschäftigten Arbeitnehmers geschützt werden, die schlimmstenfalls die Existenz des Arbeitgebers selbst gefährden könnten. Arbeitnehmer in einer Teilzeit- oder auch geringfügiger Beschäftigung werden bei Feststellung der „10 Arbeitnehmer Grenze“ bei bis zu 20 Stunden Wochenarbeitszeit mit 0,5 und bei bis zu 30 Stunden Wochenarbeitszeit mit 0,75 gezählt.
Der Arbeitnehmer hat die Wahl, ob er von einer Kündigungsschutzklage absieht und damit die Abfindung beanspruchen will oder ob er durch Klageerhebung für den Bestandsschutz und damit für die Weiterbeschäftigung optiert (oder die Klage aus taktischen Gründen erhebt, weil er sich erhofft – jedoch unter dem Risiko, dass er am Ende weder Abfindung noch Weiterbeschäftigung durchsetzen kann –, dadurch den Arbeitgeber zu einem Vergleich bewegen zu können, der eine noch höhere Abfindung beinhaltet).
Praktischer Vorteil einer Abfindung nach § 1a KSchG ist, dass die 12-wöchige Sperrzeit beim Arbeitsamt für das Arbeitslosengeld nicht eintritt. Dies konnte früher zwar auch durch einen außerhalb des Anwendungsbereichs dieser gesetzlichen Regelung abgeschlossenen Abwicklungsvertrag vermieden werden (vergleiche Aufhebungsvertrag); nach der aktuellen Rechtsprechung des Bundessozialgerichtes kann aber auch ein innerhalb der dreiwöchigen Klagefrist vereinbarter Abwicklungsvertrag (Gegenleistung des Arbeitnehmers: Verzicht auf Kündigungsschutzklage) zum Eintritt einer Sperrfrist führen.
Das Bundessozialgericht hat in einer Entscheidung vom 12. Juli 2006 angekündigt, an dieser Rechtsprechung nicht mehr festzuhalten. Ein Abwicklungs- oder Aufhebungsvertrag führe deshalb dann nicht zur Verhängung einer Sperrzeit, wenn  mit dem Aufhebungsvertrag eine rechtmäßige Arbeitgeberkündigung vermieden werde. Die Rechtmäßigkeit der drohenden Kündigung sei zu vermuten, wenn die vereinbarte Abfindung die in § 1a KSchG vorgesehene Höhe (0,5 Bruttomonatsgehälter pro Jahr der Betriebszugehörigkeit) nicht übersteige.

### Auflösungsurteil wegen Unzumutbarkeit der Fortsetzung
Hauptartikel: Auflösung des Arbeitsverhältnisses (Deutschland)
Obsiegt der Arbeitnehmer im Kündigungsschutzprozess, kann er, wenn ihm die Fortsetzung des Arbeitsverhältnisses nicht mehr zuzumuten ist, beim Arbeitsgericht einen so genannten Auflösungsantrag stellen (§ 9 KSchG). Ist die Voraussetzung der Unzumutbarkeit erfüllt, die von der Rechtsprechung jedoch restriktiv ausgelegt wird, hat das Arbeitsgericht das Arbeitsverhältnis (in der Regel auf den Zeitpunkt des Auslaufens der Kündigungsfrist) aufzulösen und den Arbeitgeber zur Zahlung einer Abfindung zu verurteilen (Höhe der Abfindung § 10 KSchG gestaffelt nach Alter und Betriebszugehörigkeit: höchstens 12 bis 18 Gehälter). In der Regel orientieren sich die Arbeitsgerichte bei den (seltenen) Auflösungsurteilen an der „Faustformel“ und machen einen vom Auflösungsverschulden der einen oder anderen Seite abhängigen Zu- oder Abschlag. Den Auflösungsantrag kann auch der Arbeitgeber stellen, wenn Gründe vorliegen, die eine gedeihliche weitere Zusammenarbeit nicht erwarten lassen. Auch an das Vorliegen dieser Voraussetzung sind hohe Anforderungen zu stellen, damit der durch das Kündigungsschutzgesetz bezweckte Bestandsschutz nicht unterlaufen wird.

### Abfindungsanspruch in Tarifverträgen oder Sozialplänen
Manche Tarifverträge sehen (meist bei Betriebsänderungen infolge von Rationalisierung) Abfindungsansprüche für die betroffenen Arbeitnehmer vor, die bei einer Beendigung des Arbeitsverhältnisses an die tarifgebundenen Arbeitnehmer bezahlt werden müssen. Abfindungsansprüche können sich auch aus einem Sozialplan ergeben, der in Betrieben mit einem Betriebsrat und mit mehr als 20 Arbeitnehmern bei Entlassungen infolge einer Betriebsänderung erzwingbar sein kann (§§ 111 ff. BetrVG, Einzelheiten siehe unter: Betriebsänderung, Sozialplan).
Weit überwiegend werden solche Abfindungen nach der sogenannten „Divisorformel“ berechnet. Für die Berechnung der Abfindung wird das individuelle Alter mit der Dauer der Betriebszugehörigkeit und dem Bruttomonatsentgelt multipliziert und durch einen zu verhandelnden Divisor geteilt. Der Divisor liegt meist um die Zahl 100, variiert aber nach den konkreten Umständen der Betriebsänderung. Da der Arbeitgeber und der Betriebsrat über die Berechnung der Abfindung verhandeln, können auch andere Berechnungsmethoden, beispielsweise die individualrechtlich als Faustformel häufig verwendete Faktorformel oder ein Punktwertverfahren, angewendet werden.
Im öffentlichen Dienst ist durch die Rationalisierungsschutztarifverträge vom 9. Januar 1987 auch die Höhe der Abfindung geregelt, die nach Lebensalter und Beschäftigungsdauer differenziert.

### Abfindungsanspruch bei Kündigung durch den Arbeitnehmer
Sofern ein Arbeitnehmer selbst kündigt, besteht zunächst kein Anspruch auf eine Abfindung. Kündigt er jedoch berechtigt fristlos, so hat dieser gemäß § 628 Abs. 2 BGB einen gesetzlichen Anspruch auf Abfindung bzw. Schadensersatz.
Dies lässt sich nach dem Bundesarbeitsgericht damit begründen, „dass derjenige, der durch sein vertragswidriges Verhalten den anderen Teil zur Kündigung des Vertragsverhältnisses herausfordert, auch den in der Vertragsauflösung liegenden Schaden ersetzen muss“. Daher muss der Arbeitnehmer so gestellt werden, als wäre das Arbeitsverhältnis ordnungsgemäß durch fristgemäße Kündigung beendet worden.

### Abfindung als Nachteilsausgleich
Weicht ein Arbeitgeber von einem mit dem Betriebsrat vereinbarten Interessenausgleich (§ 111 BetrVG) ohne zwingenden Grund ab oder versucht er erst gar nicht oder nicht ernsthaft genug, mit dem Betriebsrat über einen Interessenausgleich eine Einigung herbeizuführen, so können Arbeitnehmer, die infolge einer mitbestimmungspflichtigen Betriebsänderung entlassen werden, beim Arbeitsgericht nach § 113 BetrVG den Arbeitgeber auf Zahlung einer Abfindung, den sogenannten Nachteilsausgleich, verklagen. Die Höhe solcher Abfindungen richtet sich nach den Regeln, wie sie beim Auflösungsurteil nach § 10 KSchG zu beachten sind. Die Arbeitsgerichte berücksichtigen bei der Festsetzung der Höhe der Abfindung in der Regel, dass der Arbeitnehmer eventuell bereits einen Abfindungsanspruch aus einem Sozialplan hat, indem sie die Sozialplanabfindung auf den Nachteilsausgleich anrechnen.

## Sozialversicherungsrecht

### Allgemeines
Abfindungen sind sozialversicherungsfrei. Auf eine (wirkliche, vgl.) Abfindung sind keine Sozialversicherungsabgaben zu zahlen.
Wird aber eine Zahlung in einem (vorläufig fortbestehenden) Arbeitsverhältnis nur als Abfindung deklariert, die in Wahrheit eine bestimmte Form von vertraglich geschuldeter Leistung darstellt, unterliegt eine solche Zahlung der Sozialversicherungspflicht. Hierbei handelt es sich um sogenannte unechte Abfindungen. Beispiele für unechte Abfindungen sind
- Prämien bei Änderungskündigungen
- Prämien bei Wechsel des Arbeitnehmers von Vollzeit- auf Teilzeitbeschäftigung
- sonstige Zahlungen ohne Bezug zur Beendigung des Arbeitsverhältnisses

### Nachteile
Die Vereinbarung eines Abfindungsvergleichs kann bei Nichteinhaltung der ordentlichen Kündigungsfrist oder bei ordentlicher Unkündbarkeit nach § 158 SGB III dazu führen, dass der Anspruch auf Arbeitslosengeld I bis zum Ablauf der Kündigungsfrist ruht. Die Anrechnung wird je nach Lebensalter und Betriebszugehörigkeit des Arbeitnehmers reduziert.
Häufiger endet ein Kündigungsschutzprozess nach einer verhaltensbedingten Kündigung mit einem Beendigungs-/Abfindungsvergleich. Um den Eintritt einer Sperrzeit beim Arbeitslosengeld nach § 157 SGB III oder eine Minderung des Arbeitslosengeld II nach § 31 Abs. 2 Nr. 3,4 SGB II zu vermeiden, sollte man als Arbeitnehmer versuchen, dass in den Vergleich Formeln wie „Aus heutiger Sicht hält der Arbeitgeber die erhobenen Vorwürfe nicht aufrecht“ oder Ähnliches kommen und als Kündigungsgrund von „betriebsbedingten Gründen“ die Rede ist.
Ist man nicht sicher, ob der Vergleich die genannten Nachteile vermeidet, kann man versuchen, unter Vorlage eines Entwurfs eine Auskunft der Behörde zu dieser Frage zu bekommen. Ob man (bald) eine Antwort bekommt und ob sich die daran hält und gegebenenfalls wegen einer falschen Auskunft haftet, ist jedoch unsicher.
Wird die Abfindung während des Bezugs von Arbeitslosengeld II gezahlt – es gilt das sogenannte Zuflussprinzip – wird die Abfindung – bis auf einen geringen monatlichen Freibetrag (2012: 30,- €) – auf das Alg II angerechnet. Dies voraussehend kann man die Fälligkeit gestalten oder evtl. eine Ratenzahlung vereinbaren. Auch hier erhöht man allerdings das Insolvenzrisiko. Zum alten Recht, ohne dass in der Sache eine Änderung ersichtlich ist, hat das Bundessozialgericht im Urteil vom 3. März 2009 – B 4 AS 47/08 R – NJW 2009, 3323 entschieden (Leitsatz): „Die in einem arbeitsgerichtlichen Vergleich vereinbarte Abfindung wegen Verlustes des Arbeitsplatzes ist, wenn die Abfindungszahlung während des Bezugs von Grundsicherungsleistungen erfolgt, beim Arbeitslosengeld II als Einkommen leistungsmindernd zu berücksichtigen.“
Nach § 157 Abs. 2, 3 SGB III (n.F. ab 1. April 2014 (vorher gab es entsprechende Regelungen)) ruht der Anspruch auf Arbeitslosengeld für die Zeit, für die eine Urlaubsabgeltung effektiv gezahlt wird: „Hat die oder der Arbeitslose wegen Beendigung des Arbeitsverhältnisses eine Urlaubsabgeltung erhalten oder zu beanspruchen, so ruht der Anspruch auf Arbeitslosengeld für die Zeit des abgegoltenen Urlaubs. Der Ruhenszeitraum beginnt mit dem Ende des die Urlaubsabgeltung begründenden Arbeitsverhältnisses.“ Der Arbeitnehmer hat so wirtschaftlich gesehen von einer Urlaubsabgeltung nichts. Dies führt zu Umgehungsversuchen, die von der Arbeitsverwaltung/Sozialgerichtsbarkeit nur mühsam eingefangen werden können.
Beim Arbeitsentgelt üblicherweise, bei Abfindungen selten, wird wegen der Unsicherheit, ob zugunsten der Bundesagentur ein Anspruchsübergang vorliegt, auch vereinbart, dass eine Zahlung nur „unter Berücksichtigung von Anspruchsübergängen auf Dritte“ erfolgt.
Siehe auch: Sperrzeit (Sozialrecht)

## Steuerrecht
Die Einkommensteuer auf Abfindungen kann durch die sog. Fünftelregelung gemindert werden. Dies ist insbesondere bei hohen Abfindungszahlungen wichtig. Die Fünftelregelung kann seit 2025 nicht mehr durch den Arbeitgeber angewandt werden, sondern nur durch das Finanzamt. Da für den Anwendung der Fünftelregelung bekannt sein muss, wie viel man neben der Abfindung in einem Kalenderjahr an steuerpflichtigen Einkünften hatte, wird diese im Folgejahr nach Einreichen der Steuererklärung durch das Finanzamt angewandt, was zu einer Steuererstattung führen kann.
Abfindungen, die aus Anlass einer Entlassung aus dem Dienstverhältnis vereinbart werden (Entlassungsentschädigung), sind steuerbegünstigte Entschädigungen nach § 24 Nr. 1 i. V. m. § 34 Abs. 1 und 2 EStG, wenn die Abfindung in einem Veranlagungszeitraum gezahlt wird und durch die Zusammenballung von Einkünften erhöhte steuerliche Belastungen entstehen („Zusammenballungsprinzip“). In diesem Fall wird mit der oben genannten Fünftelregelung eine gemilderte Progression erzielt. Die gesamte Abfindung muss in einem Kalenderjahr zufließen, wird sie in Teilbeträgen in mehreren Kalenderjahren gezahlt, unterliegt sie dem vollen Steuersatz. Voraussetzung für die Privilegierung ist daneben, dass entweder die Abfindung höher ist als die Einnahmen, die bei Fortbestehen des Arbeitsverhältnisses bis zum Jahresende zugeflossen wären, oder der Steuerpflichtige weitere Einnahmen erzielt, die er bei Fortsetzung des Dienstverhältnisses nicht bezogen hätte (z. B. aus einem neuen Dienstverhältnis, Arbeitslosengeld) und er dadurch mehr erhält, als er bei normalem Ablauf der Dinge erhalten hätte.
Die Fälligkeit ist im Fall eines Abfindungsvergleichs eine Frage der freien Vereinbarung. Mitunter kann es günstiger sein, die Fälligkeit erst für das nächste Jahr zu vereinbaren, wenn man hofft, dadurch wegen der Steuerprogression besser dazustehen. Dabei gilt es allerdings, das Insolvenzrisiko im Auge zu behalten.
Unter Umständen können die mit einer Abfindungsregelung im Zusammenhang stehenden Kosten als Werbungskosten abgesetzt werden. Nach BFH, Urteil vom 9. Februar 2012 – VI R 23/10 –, BFHE 237, 43, BStBl II 2012, 829 gilt (Leitsatz): „Es spricht regelmäßig eine Vermutung dafür, dass Aufwendungen für aus dem Arbeitsverhältnis folgende zivil- und arbeitsgerichtliche Streitigkeiten einen den Werbungskostenabzug rechtfertigenden hinreichend konkreten Veranlassungszusammenhang zu den Lohneinkünften aufweisen. Dies gilt grundsätzlich auch, wenn sich Arbeitgeber und Arbeitnehmer über solche streitigen Ansprüche im Rahmen eines arbeitsgerichtlichen Vergleichs einigen.“